# 疏羽半边旗
疏羽半边旗（学名：Pteris dissitifolia），为凤尾蕨科凤尾蕨属下的一个植物种。